# Bahnhof Bad Aussee

Der Bahnhof Bad Aussee ist eine wichtige Station der Salzkammergutbahn und Verkehrsknotenpunkt für mehrere regionale Buslinien. Nach seiner Eröffnung am 23. Oktober 1877 spielte auch der Güterverkehr für die Salinenindustrie eine große Rolle. Er liegt am südlichen Ortsrand von Bad Aussee und deckt Altaussee und Grundlsee mit ab.

## Beschreibung

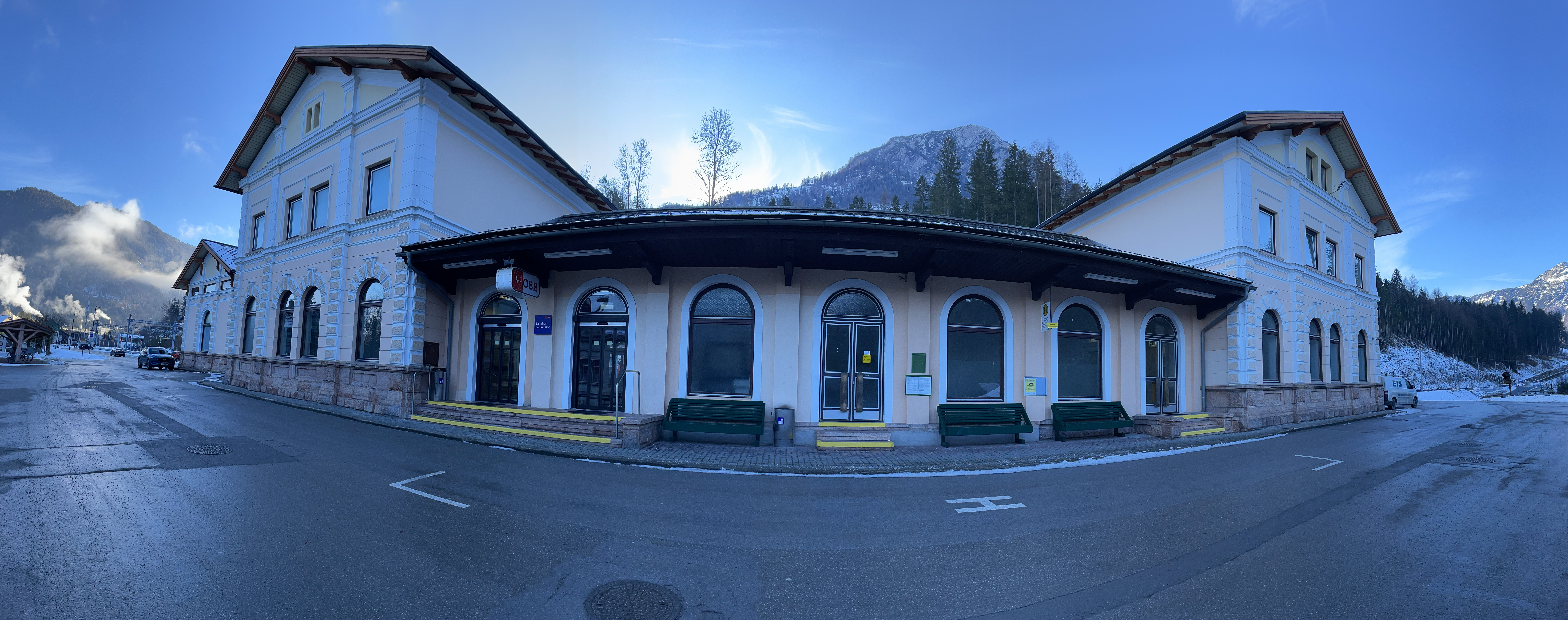
Aufnahmsgebäude, Straßenseite

Das Aufnahmsgebäude beherbergt ein öffentliches WC, Automaten (Snacks und Kaffee), Schließfachanlagen, eine Wartehalle und einen Fahrkartenautomaten. Das Bahnhofsrestaurant steht zurzeit leer.
Der Bahnhof hat vier Gleise und zwei Bahnsteige, beide erreichbar über den überdachten Mittelbahnsteig. Gleis 1 und 4 haben keine Bahnsteigkante. Typischerweise fahren die Züge auf Gleis 3 (gekennzeichnet als Bahnsteig 2) ab. Auf dem Hausbahnsteig steht ein Stück Wiener Stadtbahngeländer. An Gleis 1 schließt ein kurzes Ladegleis an, an dem Güterverkehr möglich ist.
Am Bahnhofsgelände befindet sich ein ehemaliges Dienstgebäude des ÖBB Güterverkehr (heute Rail Cargo Group) und eine ehemalige Bahnmeisterei, die heute als Stützpunkt der ÖBB-Infrastruktur für die Streckenerhaltung der Salzkammergutbahn genutzt wird.
In Bad Aussee werden nachts Zuggarnituren abgestellt, im Aufnahmsgebäude befinden sich deshalb auch Schlafmöglichkeiten für das Zugpersonal.
Der Bahnhof Bad Aussee bildet die Tarifgrenze zwischen dem Steirischen Verkehrsverbund und dem Oberösterreichischen Verkehrsverbund. Bei Fahrten Richtung Stainach-Irdning kommt dabei der steirische und bei Fahrten Richtung Attnang-Puchheim der oberösterreichische Tarif zur Anwendung.

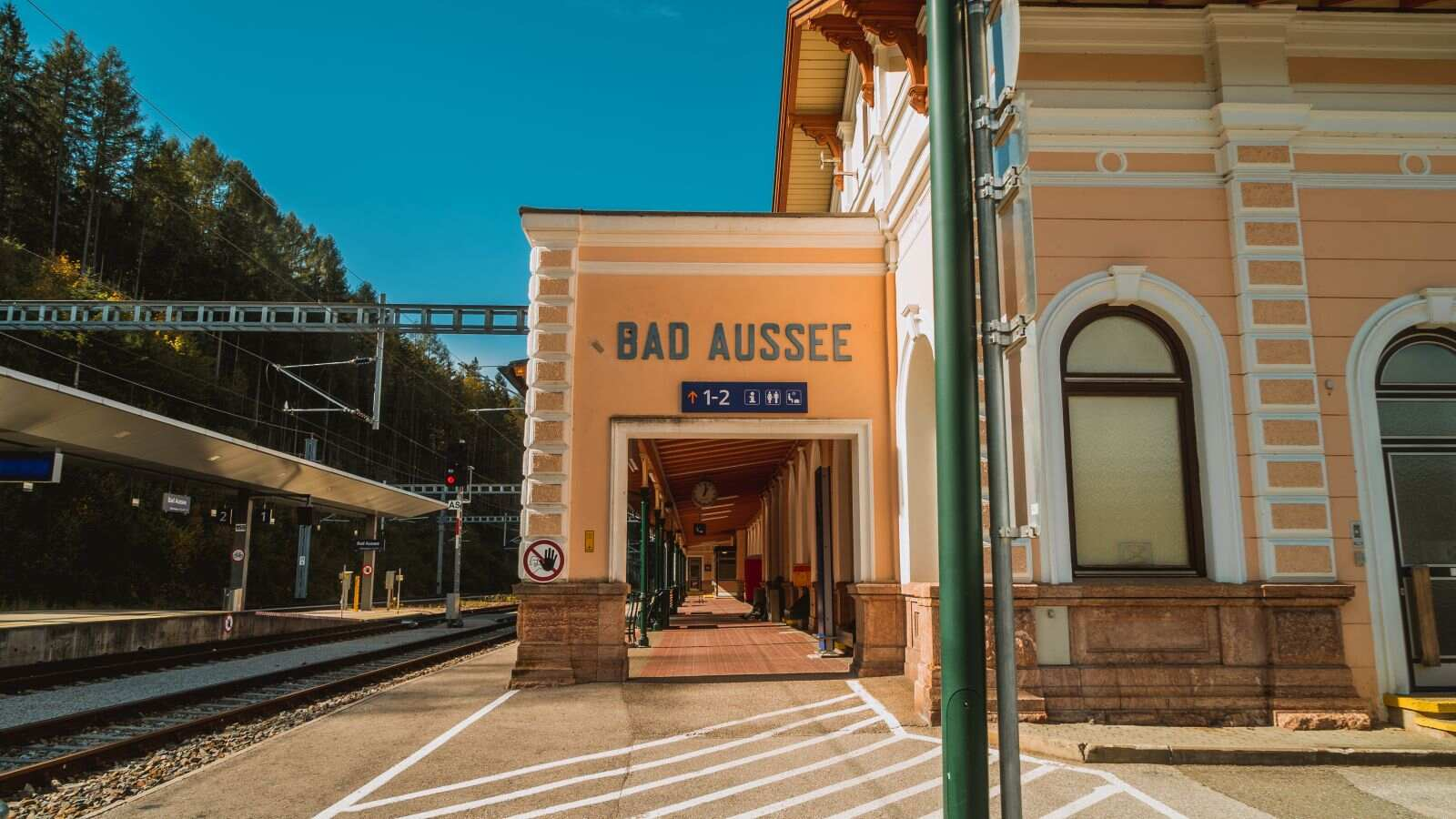
Seitlicher Zugang zum Aufnahmsgebäude
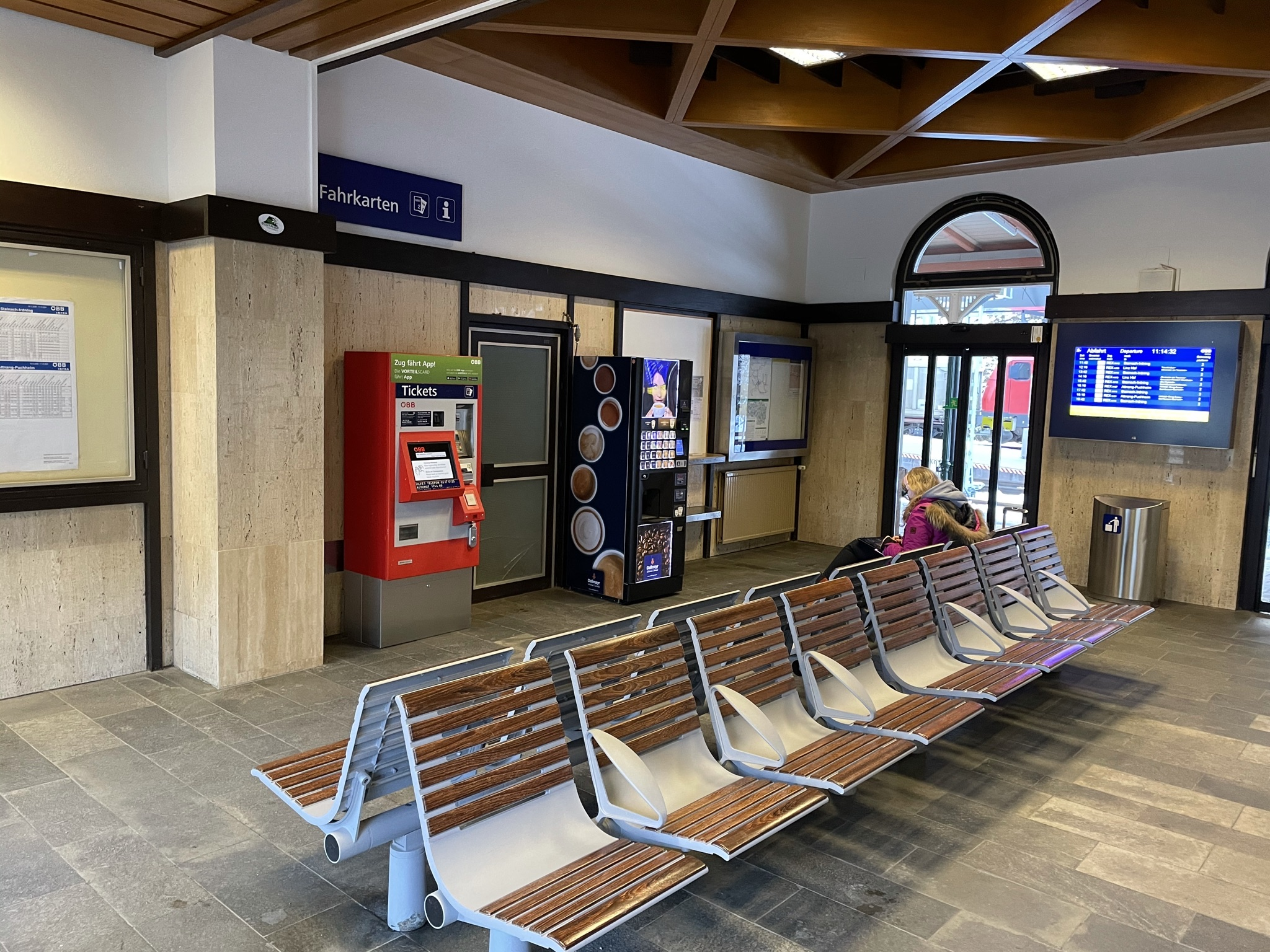
Warteraum
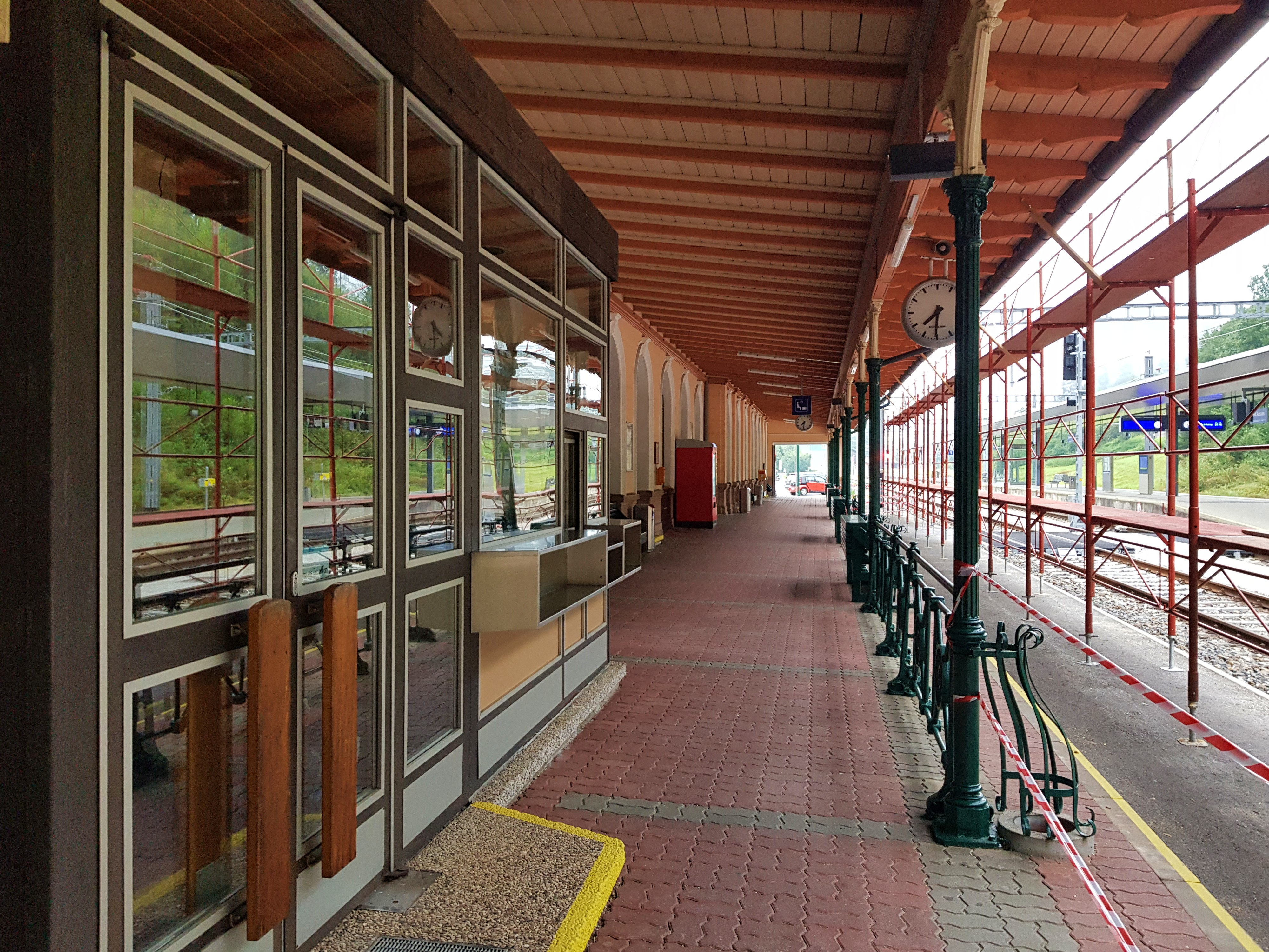
Wiener Stadtbahngeländer auf dem Hausbahnsteig
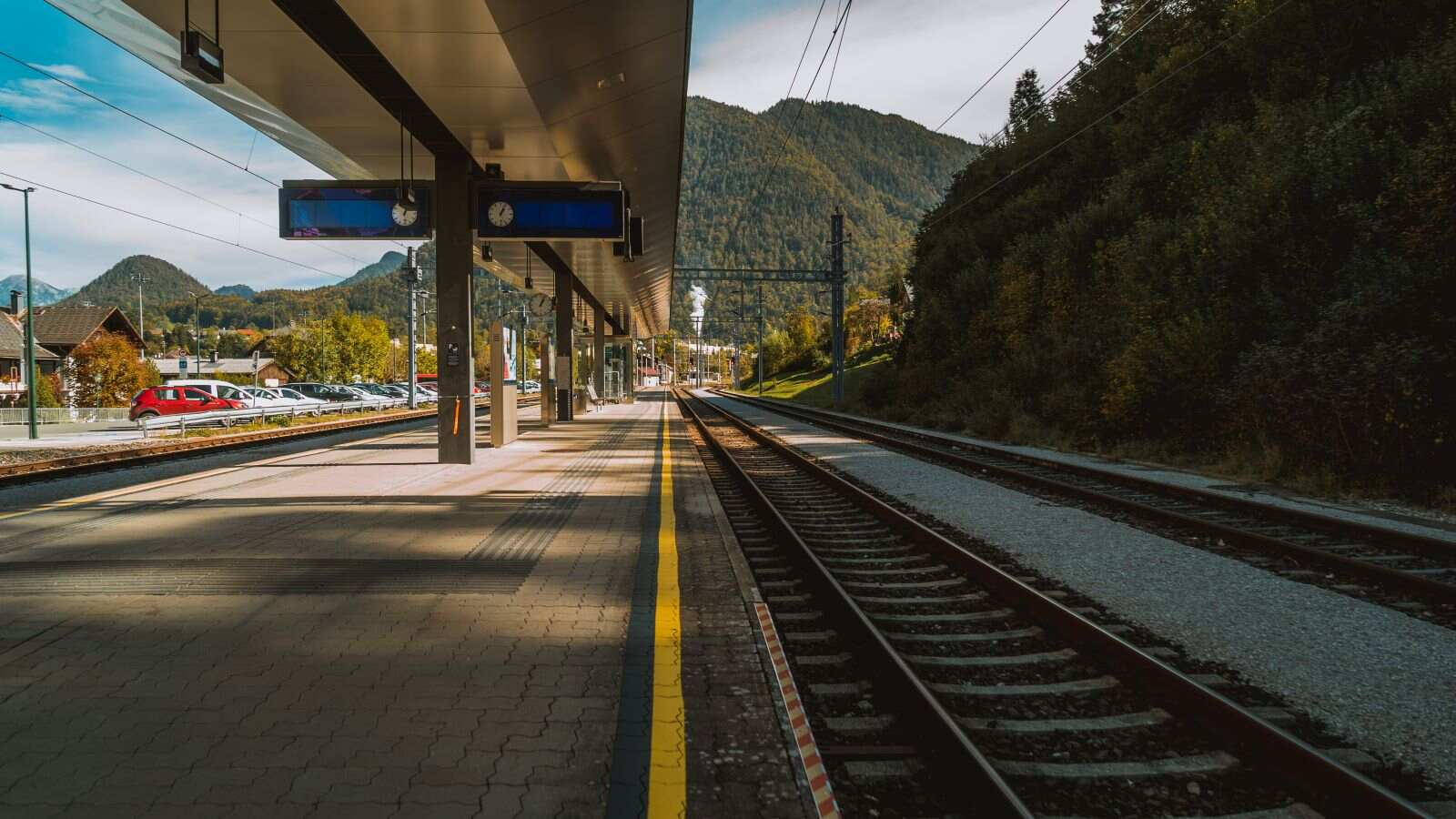
Mittelbahnsteig
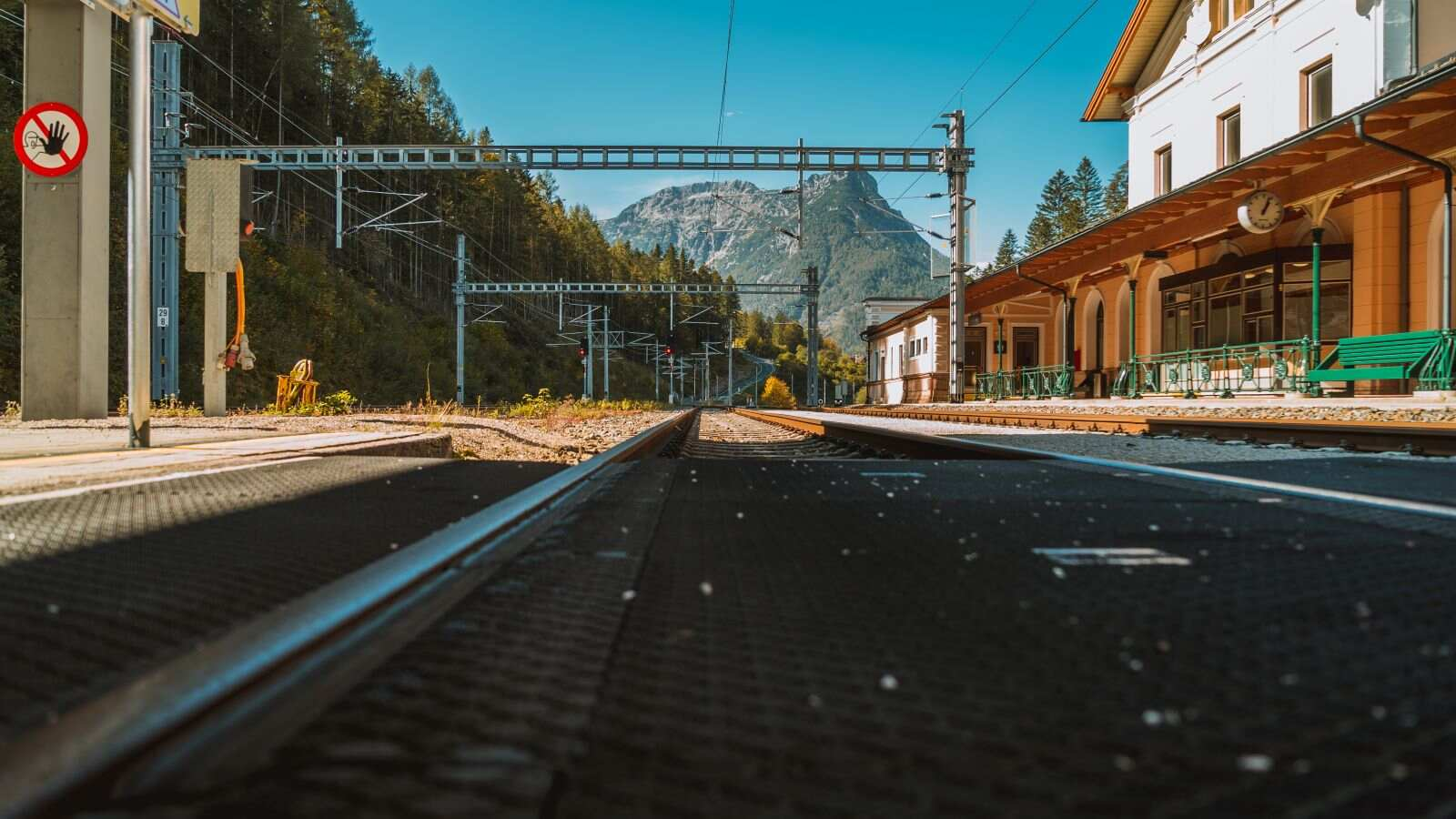
Aufnahmsgebäude und Mittelbahnsteig
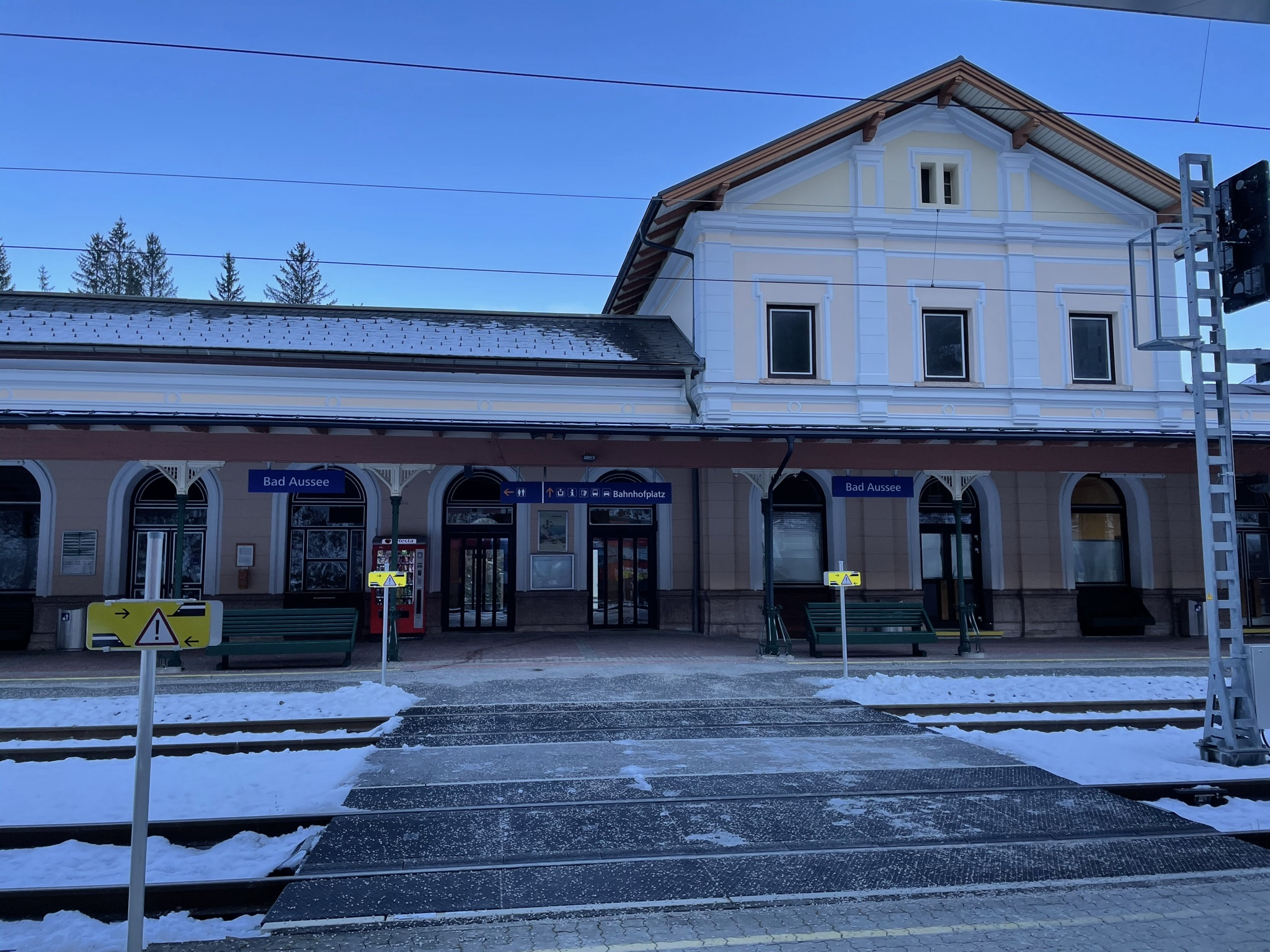
Aufnahmsgebäude vom Mittelbahnsteig aus gesehen
Aufnahmsgebäude und Mittelbahnsteig

## Bedienung

### Personenverkehr
In Bad Aussee halten alle Züge, die auf dem südlichen Abschnitt der Salzkammergutbahn verkehren:
| Zuggattung                  | Strecke | Frequenz              | Anmerkung                                                               |
| --------------------------- | --- | --------------------- | ----------------------------------------------------------------------- |
| D                           | Wien Westbahnhof – Wien Hütteldorf – St. Pölten Hbf – Linz Hbf – Attnang-Puchheim – Gmunden – Altmünster am Traunsee – Ebensee – Bad Ischl – Bad Goisern – Steeg-Gosau – Hallstatt – Obertraun Dachsteinhöhlen – Bad Aussee – Kainisch – Bad Mitterndorf-Heilbrunn – Bad Mitterndorf – Tauplitz – Stainach-Irdning     | ein Zugpaar täglich   |                                                                         |
| Regional-Express#Österreich | (Linz Hbf – Marchtrenk – Wels Hbf – Lambach – Schwanenstadt –) Attnang-Puchheim – Pinsdorf – Gmunden – Altmünster am Traunsee – Traunkirchen – Ebensee – Bad Ischl – Bad Goisern – Steeg-Gosau – Hallstatt – Obertraun Dachsteinhöhlen – Bad Aussee – Kainisch – Bad Mitterndorf – Tauplitz – Pürgg – Stainach-Irdning | Zwei-Stunden-Takt     | letzter Zug des Tages endet in Bad Aussee                               |
| Regional-Express#Österreich | Attnang-Puchheim – Pinsdorf – Gmunden – Altmünster am Traunsee – Traunkirchen – Ebensee – Bad Ischl – Bad Goisern – Steeg-Gosau – Hallstatt – Obertraun Dachsteinhöhlen – Bad Aussee – Kainisch – Bad Mitterndorf – Tauplitz – Pürgg – Stainach-Irdning (– Liezen – Selzthal – Admont – Hieflau)                       | 3 Zugpaare wochenends | 2 Zugpaare werden bis Admont (in den Sommermonaten bis Hieflau) geführt |
| R                           | (Linz Hbf – Marchtrenk – Wels Hbf – Lambach – Schwanenstadt –) Attnang-Puchheim – Pinsdorf – Gmunden – Altmünster am Traunsee – Traunkirchen – Ebensee – Bad Ischl – Bad Goisern – Steeg-Gosau – Hallstatt – Obertraun Dachsteinhöhlen – Bad Aussee                                                                    | 1–2 Zugpaare täglich  | verkehrt bis/ab Attnang-Puchheim als                                    |
| R                           | Bad Aussee – Kainisch – Bad Mitterndorf-Heilbrunn – Bad Mitterndorf – Tauplitz – Pürgg – Stainach-Irdning | 1–2 Zugpaare täglich  |                                                                         |

Ab 2025 ist geplant, die zurzeit in Obertraun-Dachsteinhöhlen endenden Regionalzüge wieder bis Bad Aussee durchzubinden, so dass Richtung Attnang-Puchheim wieder ein Stundentakt entsteht. Seit 2004 wird Bad Aussee, ausgenommen morgens und abends, nur noch zweistündlich bedient. Zudem sollen auch (nahezu) alle Regionalzüge von Stainach-Irdning nach Selzthal verlängert werden, wo künftig der Umstieg zu Zügen nach Graz (InterRegio-Verbindungen Linz-Graz) erfolgt.

### Güterverkehr

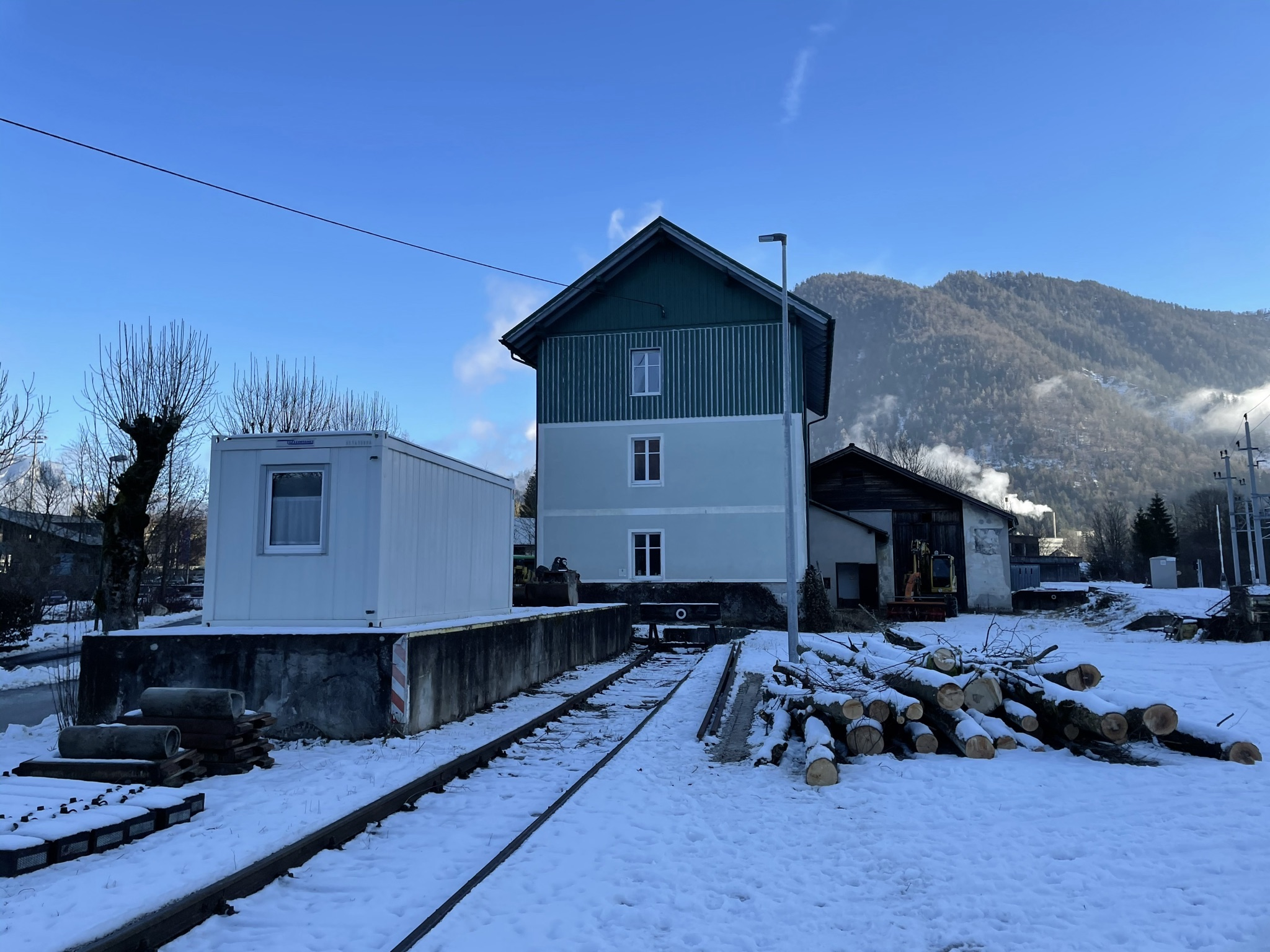
Ladegleis, Gütermagazin und Lokomotivunterstand

Im Bahnhof Bad Aussee wird zurzeit kein Güterverkehr abgewickelt. Grundsätzlich ist aber das an Gleis 1 anschließende Ladegleis für Holzverladungen ausgelegt. Früher gab es bedeutendes Güteraufkommen durch die in Nachbarschaft des Bahnhofs angesiedelte und mit eigenem Anschlussgleis angebundene Saline und weitere Gewerbebetriebe (zum Beispiel Lagerhaus und Sägewerk). Bis in die 1990er Jahre wurde auch Stückgut am Bahnhof abgewickelt. Heute generiert nur noch ein Gipskartonplattenwerk unregelmäßiges Güteraufkommen. Die Bedienung erfolgt über ein eigenes Anschlussgleis außerhalb des Bahnhofsbereiches. Der Güterverkehr wird – wie auf der gesamten Salzkammergutbahn – seit 2012 von Stern und Hafferl im Auftrag der ÖBB-Gütertochter Rail Cargo Group abgewickelt.

### Busverkehr

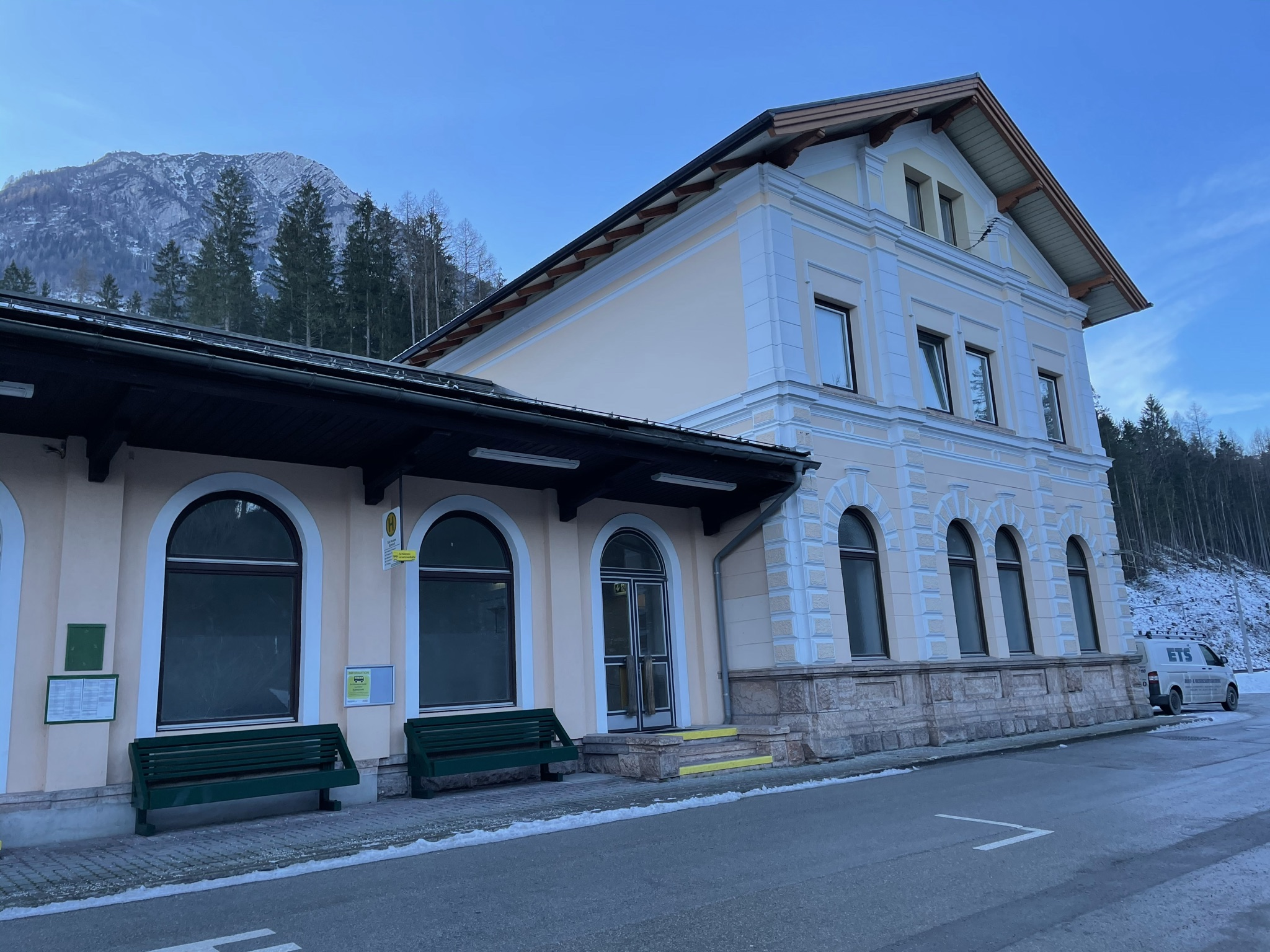
Bushaltestelle auf dem Bahnhofsvorplatz

Der Bahnhof dient als Verkehrsknoten für den regionalen Busverkehr. Er wird von fünf Postbuslinien und einer Rufbuslinie im Auftrag des Postbus bedient:
- 950: Stainach – Bad Mitterndorf – Bad Aussee
- 952: Bad Aussee – Bad Goisern Bahnhof Jodschwefelbad
- 955: Bad Aussee – Altaussee – Losermaut
- 956: Bad Aussee – Grundlsee – Gößl – Wienern
- 957: Bad Aussee – Radling
- 544: Obertraun – Bad Aussee Bahnhof (Rufbus)

## Geschichte

### Bau
Die erste Dampflokomotive traf im August 1877 am als Aussee bezeichneten Bahnhof ein, die offizielle Eröffnung erfolgte – gemeinsam mit der Bahnlinie – am 23. Oktober 1877.
Von West nach Ost gesehen befanden sich bei seiner Eröffnung folgende Gebäude auf dem Bahnhofsareal: Stellwerksgebäude, Aufnahmsgebäude, Frachtenmagazin, Laderampe, Stellwerksunterstand, Personalwohngebäude, Lokomotivunterstand und Bahnmeisterei (Bahnerhaltungsmagazin). Im Bereich des Lokomotivunterstandes gab es eine Drehscheibe und eine Brückenwaage.
Aufgrund des im Zusammenhang mit dem Salinenbetrieb einhergehenden Güterverkehrs wurde der Bahnhof großzügig dimensioniert. Es sollte insbesondere Kohle aus dem Hausruckviertel als Brennstoff für die Sudpfannen der Saline in Aussee angeliefert werden, aber auch Salzfertigerzeugnisse verladen werden können. Durch die Salzindustrie und den Zulieferern entwickelte sich rasch bedeutsames Güteraufkommen.
Neben dem Güterverkehr wurde schon bei Eröffnung der Salzkammergutbahn reger Personenverkehr angeboten. Schon bald kamen die ersten Gäste aus Wien zur Sommerfrische. Hierfür wurde ein großzügiges Aufnahmsgebäude im Stil des Historismus gebaut. Es ist noch heute im Originalzustand erhalten und zählt zusammen mit jenem in Bad Ischl zu den prächtigsten Gebäuden der Salzkammergutbahn. Das Aufnahmsgebäude stand bis 2019 unter Denkmalschutz (Listeneintrag).
Auch aufgrund der Lage des Bahnhofs zum Eingang der Koppenschlucht, der schwierigsten Passage der Salzkammergutbahn die gerade zu Anfangszeiten Lokomotiven an ihre Leistungsgrenzen brachte, wurde der Bahnhof entsprechend großzügig angelegt.

### Anbindung von Altaussee und Grundlsee

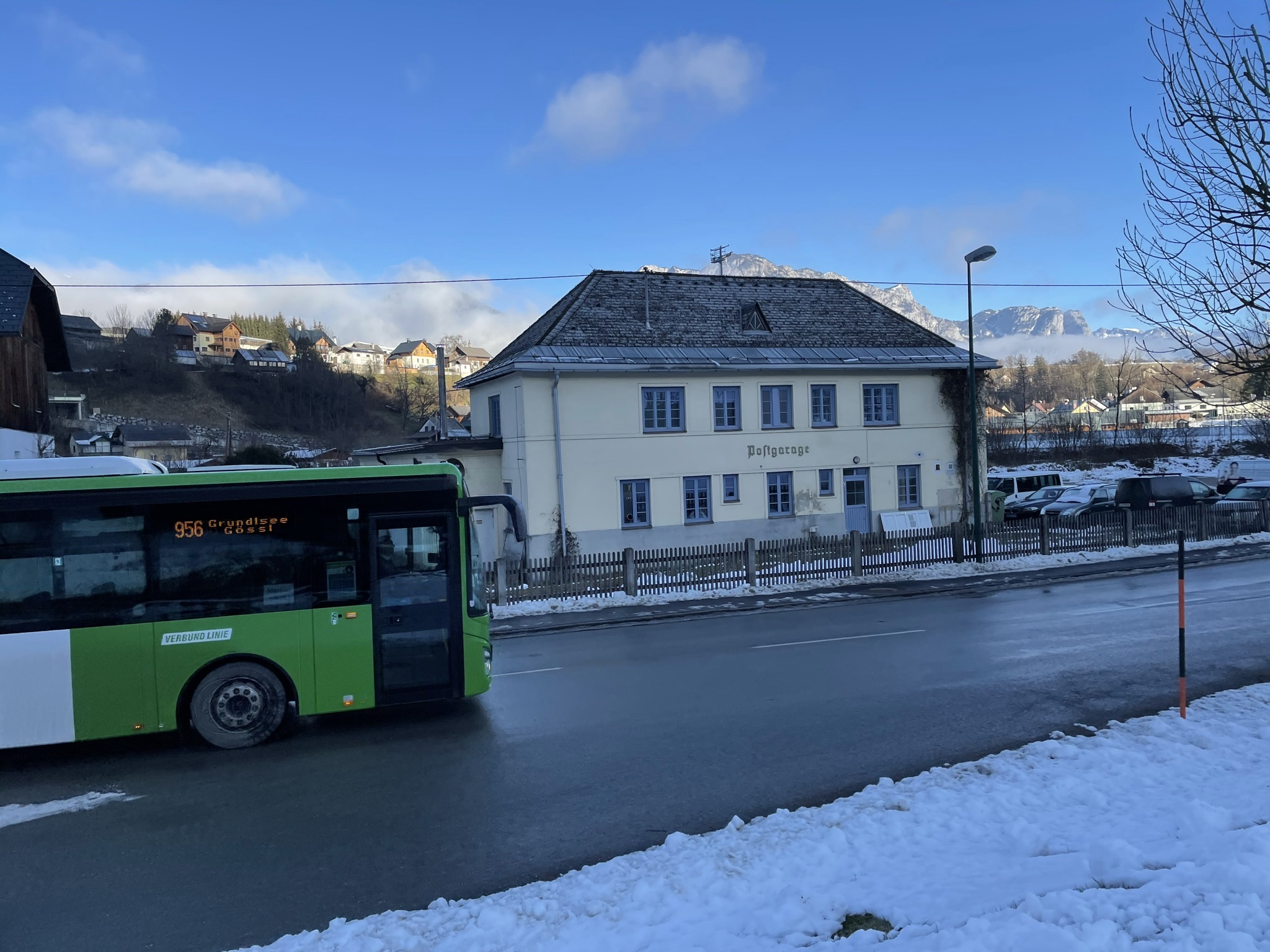
Postgarage mit Linienbus

Da sich der Bahnhof am Ortsende von Bad Aussee befindet und damit das Ortszentrum, aber auch die Nachbarorte Altaussee und Grundlsee nicht direkt erreichbar sind, gab es mit einsetzendem Fremdenverkehr zur Jahrhundertwende Überlegungen zur Errichtung einer Kleinbahn. Stern und Hafferl bekam im Oktober 1911 dazu sogar die Erlaubnis vom k.k. Eisenbahnministerium mit den technischen Vorarbeiten zu beginnen. Dieses Vorhaben wurde zeitweise sogar gemeinsam mit dem Vorhaben der Elektrifizierung der Salzkammergutbahn vorangetrieben. Eine Umsetzung erfolgte nicht.
Ebenfalls 1911 wurde ein Busverkehr zwischen dem Bahnhof Bad Aussee und Altaussee aufgenommen. 1933 verkaufte die Gemeinde Bad Aussee den Bus und stellte die Konzession zur Verpachtung. Die Konzession wurde von der Mibella AG gepachtet, die auch eine Seilbahn auf den Loser samt Berghotel errichten wollte. Schon bald wurde der Linienverkehr vom Postbus übernommen und ausgebaut. Dazu wurde auch die unmittelbar gegenüber dem Bahnhofsgelände befindliche Postgarage errichtet. Sie war bis zur Zusammenlegung von Postbus und Bahnbus Anfang der 2000er Jahre Busdepot und Werkstätte für den Buslinienbetrieb im Ausseerland.

### Elektrifizierung
Durch die frühe Elektrifizierung der Salzkammergutbahn als eine der ersten Vollbahnen Österreichs gibt es am Bahnhof Bad Aussee bereits seit 1924 regulären elektrischen Betrieb (siehe auch Chronik der Elektrifizierung von Eisenbahnstrecken in Österreich). In der Nacht vom 23. auf 24. Dezember 1923 wurde am Bahnhof Bad Aussee erstmals eine Probefahrt mit einer elektrischen Lokomotive unternommen.

### Überfall
Am Abend des 23. Februar 1984 wurde ein Geldtransporter der Post beim Bahnhof Bad Aussee vom Taxiunternehmer Ewald P. überfallen. Dabei kam es zu einem Schusswechsel, bei dem der örtliche stellvertretende Gendarmeriepostenkommandant Alois Mayrhuber und der Postbeamte Karl Amon ums Leben kamen. Alois Mayrhuber konnte dem Täter noch schwere Schussverletzungen am Unterarm zufügen, so dass die Flucht mittels Moped nicht mehr möglich war. Der Täter konnte bei seiner Flucht zu Fuß rasch überwältigt werden. Ewald P. wurde vom Schwurgericht Leoben zu lebenslanger Freiheitsstrafe verurteilt.

### Unfälle
1896 kam es zu einem Zusammenstoß zweier Güterzüge, bei der ein Bremser mehrfache Quetschungen erlitt und sechs Wagons zermalmt wurden.
Am Vormittag des 4. Juni 1913 stießen ein aus Kainisch kommender Arbeitszug mit einem Verschubzug zusammen. Zwei Personen starben, einer weiteren wurde ein Bein abgetrennt.
Am 3. Juni 1913 stieß ein Güterzug auf einen Verschubzug. Dabei kamen zwei Personen ums Leben, zwei Personen wurden schwer und weitere 12 Personen leicht verletzt.
In der Nacht des 16. Februar brannte ein abgesteller Personenwagon infolge einer Selbstentzündung der elektrischen Heizung ab.
Am 13. Jänner 1995 kam es zu einem Fahrzeugbrand einer Lokomotive verursacht durch einen Feuchtigkeitsschluß im Maschinenraum.
Bei Umbauarbeiten an der Oberleitung am 12. Juni 2018 kam es zu einem folgenschweren Arbeitsunfall, bei dem ein Arbeiter von einem Oberleitungsmast erdrückt wurde.

### Fahrtziele
Durch die touristische Bedeutung von Bad Aussee bot man bald ab Eröffnung der Salzkammergutbahn direkte Verbindungen zu zahlreichen Destinationen in der ehemaligen k. u. k Monarchie und Deutschland an:
- Kurswagen nach Karlsbad (ab Sommer 1900)
- Kurswagen nach Prag (ab Sommer 1901)
- Schnellzugverbindung nach Frankfurt/Main (ab Sommer 1904)
- Kurswagen nach Regensburg (ab Sommer 1907)
- Kurswagen nach München (ab Sommer 1912 und ab Sommerfahrplan 1960[26])
- Eilzug nach Salzburg (ab Sommer 1954)
- Eilzug nach Passau (ab Sommerfahrplan 1960)[26]
- Kurswagen nach Amsterdam C. S. (ab Sommerfahrplan 1960)[26]
- diverse touristische Sonderzüge mit Speisewagen zwischen Bad Aussee und Deutschland/Niederlande von 1953 bis 1978, angeboten von Rebareisen, Berolina und Touropa

Direkte Verbindungen nach Wien wurden bereits bald nach Eröffnung der Salzkammergutbahn angeboten. Dabei handelte es sich sowohl um Kurswagen als auch um Direktverbindungen. 1960 wurde mit den Triebwageneilzügen „Erzherzog Johann“ ein Vorläufer des heute verkehrenden InterCity 1018/1019 „Salzkammergut“ in Betrieb genommen.

### Chronik
Kaiser Franz Josef machte am 6. August 1899 mit seinem Hofzug einen zehnminütigen Aufenthalt am Bahnhof, in denen er sich mit dem deutschen Reichskanzler Chlodwig zu Hohenlohe-Schillingsfürst traf.
Der Bahnhofsvorstand wurde am 30. Mai 1936 seines Dienstes enthoben aufgrund Unregelmäßigkeiten bei der Bahnhofzahlstelle und in der Saline. Der Bahnhofsmeister und Personenkassierer beging ebenfalls 1936 Versicherungsbetrug mit einem fingierten Gepäckstück. Auch am 4. August 1964 wurde der Bahnhofsmeister und Personenkassierer aufgrund von Unregelmäßigkeiten vom Kassendienst abgezogen.
1952 wurde der Gipsbahnhof am Gelände der heutigen Rigips in Betrieb genommen.
1956 wurde der Bahnhof umgebaut und modernisiert, wobei der Blockposten Bad Aussee 1 in Betrieb genommen wurde.
1957 wurde der Bahnhof zum bestgepflegten Bahnhof der Bundesbahndirektion Linz gekürt.
Mit der Inbetriebnahme einer neuen Sudhütte der Saline Bad Aussee erfolgte die Umstellung der Befeuerung von Kohle auf Heizöl. Damit wurde der Kohletransport eingestellt. Stattdessen wurden monatlich 18 bis 20 Kesselwagen mit Heizöl nach Bad Aussee gebracht.
Zum 100. Todestag von Erzherzog Johann am 11. Juli 1959 reiste Bundespräsident Adolf Schärf mit dem Salonwagen nach Bad Aussee. Er wurde am Bahnhof unter anderem von Landeshauptmann Josef Krainer empfangen.
Am 31. Dezember 1966 waren am Bahnhof Bad Aussee noch 39 Bedienstete (davon 31 Beamte) beschäftigt.
Am 1. Juni 1992 wurde der Bex-Stützpunkt (Expressgutstation) Bad Aussee aufgelassen, 1993 der Milchtransport per Bahn an die Molkerei in Stainach.
Im Februar 1995 wurde der Bahnhof Bad Aussee zum Bereichsbahnhof erhoben, womit ihm die Bahnhöfe Tauplitz, Bad Mitterndorf, Kainisch, Obertraun und die Haltestellen Pürgg, Lessern, Bad Mitterndorf-Heilbrunn, Obertraun-Koppenbrüllerhöhle und Hallstatt zugeordnet wurden.

### Aktuelle Entwicklungen
Die im Bahnhofsgebäude befindlichen Schließfachanlagen wurden Anfang der 2000er Jahre abgebaut.
Bis 2003 wurde die Post in Bad Aussee als Bahnpost abgewickelt. Dazu wurde in Bad Aussee als nordwestlichster Bahnhof der Steiermark der Bahnpostwagen aus Graz tagsüber am Hausbahnsteig abgestellt.
Der letzte große Umbau des Bahnhofsareals erfolgte im Rahmen der Vorbereitung zur Landesausstellung im Jahr 2005. Damals wurden der heutige Mittelbahnsteig errichtet und Monitore samt Lautsprechern installiert.
Mit 1. November 2008 wurde der personenbediente Fahrkartenverkauf eingestellt. Bereits vorher wurde der als „großer Schalter“ geführte Ticketverkauf aufgegeben und vom Fahrdienstleiter miterledigt.
Die in der Bahnhofshalle angesiedelte Tabaktrafik wurde mit der Pensionierung der Pächterin aufgegeben. Die Räumlichkeiten der Trafik wurden vorher als Gepäckschalter genutzt.
2014 wurde das Gebäude der Güterabfertigung zugunsten einer Erweiterung der Park-and-Ride-Anlage auf 47 Stellplätze geschleift.
Von 2018 bis 2021 erfolgte die Fahrdienstleitung übergangsweise durch den benachbarten Bahnhof Kainisch, seither durch das Zentralstellwerk Attnang-Puchheim. Seit 10. Oktober 2018 gibt es damit auch keinen Fahrdienstleiter und Weichenwärter mehr vor Ort, womit kein Personal mehr am Bahnhof stationiert ist. Im Zuge dieser Adaption wurden auch die Stellwerksgebäude abgetragen und der historische Oberleitungsbau erneuert.
Mit Fahrplanwechsel am 13. Dezember 2020 wurde Bad Aussee durch die Einführung des InterCity-Zugpaars Salzkammergut (IC 1018/1019) zum Fernverkehrsbahnhof.
2023 wurde der Lokomotivunterstand abgerissen.

## Trivia
1996 dient der Bahnhof Bad Aussee als Kulisse für eine deutsche Filmproduktion.
Im Sommer 1992 wurde mehrmals ein Diskozug von Bad Aussee nach Attnang-Puchheim und zurück angeboten.
Das Aufnahmsgebäude des Bahnhofs Bad Aussee wird als Bahngebäude für Modelleisenbahnen angeboten.